# Amédée Gordini
Amédée Gordini , född den 23 juni 1899 i Bazzano i provinsen Bologna, död den 25 maj 1979 i Paris, var en italiensk-fransk racerförare och formelbilskonstruktör. Han grundade biltillverkaren Gordini och dess formel 1-stall Equipe Gordini.

## Biografi
Gordini fattade tycke för bilar redan i unga år och arbetade åt en Fiat-försäljare i Bologna innan han gick till Isotta-Fraschini. Efter första världskriget byggde han sin första bil baserad på Isotta-Fraschini-delar. I mitten av 1920-talet flyttade han till Paris, där han trimmade och tävlade med Fiat-bilar. I mitten av 1930-talet inledde han ett samarbete med Henri Théodore Pigozzi och började trimma Simca-motorer. 
Efter andra världskriget byggde Simca-Gordini sina första riktiga tävlingsbilar och märket tävlade i formel 1-VM från 1950. Framgångarna var blygsamma och Simca minskade gradvis sin uppbackning till förmån för sin personbilstillverkning. 1956 drog sig Simca ur samarbetet och Equipe Gordini lades ned.
Gordini inledde istället ett samarbete med Renault för att bygga rallybilar. Senare var han även inblandad i Renault Alpines satsning på sportvagnsracing. 1968 övertogs så Gordinis verksamhet av Renault.